# Dominic Cooke
Dominic Cooke CBE (* 1966 in Wimbledon) ist ein britischer Theaterdirektor sowie Theater- und Filmregisseur.

## Leben
Cookes Vater war Filmeditor, seine Mutter Angestellte im NHS. Sie wollte eigentlich Schauspielerin werden, hatte eine Zulassung für ein Studium an der RADA in London, das sie aber auf Veranlassung ihres Vaters nicht aufnehmen durfte. Als Cooke vier Jahre alt war, ließen sich die Eltern scheiden. Er wuchs mit seinen Geschwistern zeitweise in Swiss Cottage in London auf, besuchte eine staatliche Schule und profitierte als Schüler von dem ILEA-Programm (The Inner London Education Authority), über das die Schulen kostenlos Theaterkarten erhielten.
Während seines Studiums an der Warwick University inszenierte er seine ersten Theaterstücke. Nach dem Studium hatte er zunächst Jobs beim Fernsehen, leitete für zwei Jahre seine eigene Theatertruppe, die Pan Optic, und wurde dann als Assistant director an die Royal Shakespeare Company (RSC) engagiert. 1996 wechselte er als Assistent von Stephen Daldry an das Royal Court Theatre und kehrte 2003 an die RSC zurück, wo er als erstes Stück Cymbeline von Shakespeare inszenierte. 2006 produzierte er mit der RSC Arthur Millers Hexenjagd und erhielt dafür den Laurence Olivier Award.
2006 wurde er künstlerischer Leiter des Royal Court Theatre, das unter seiner Leitung eine Reihe von sowohl umstrittenen als auch mehrfach ausgezeichneten Produktionen und Publikumsrennern herausbrachte. Während der sechs Jahre am Royal Court inszenierte er rund 100 neue Stücke. Die Produktion von Jerusalem (2009), Regie Ian Rickson mit Mark Rylance in der Hauptrolle, ging zunächst ins West End und 2011 an den Broadway. Rylance gewann für seine Performance den Laurence Olivier Award als bester Schauspieler, das Stück wurde für einen Tony Award nominiert, Rylance gewann den Tony als bester Schauspieler.
2009/2010 wurde sein Stück Arabian Nights, eine Bearbeitung von Tausendundeine Nacht nach der Uraufführung am Young Vic am Courtyard Theatre in Stratford-upon-Avon aufgeführt.
2013 beendete er seine Tätigkeit am Royal Court und arbeitete ab diesem Zeitpunkt als Freelancer für Theater und Fernsehen. Seine erste Regiearbeit für das Fernsehen waren drei Folgen der Serie The Hollow Crown, die für den BAFTA 2017 als Beste Miniserie nominiert wurde. Die Entstehung der Serie, bei der er auch als Drehbuchautor beteiligt war, dokumentierte er mit einem halbstündigen Video The Hollow Crown: Making of The Hollow Crown. 2017 drehte er seinen ersten Kinofilm Am Strand nach dem Roman von Ian McEwan.
Seine Inszenierung von Follies am RNT wurde mit dem Olivier Award 2018 als Best Musical Revival ausgezeichnet und erhielt acht weitere Nominierungen. Cooke selbst wurde als bester Regisseur für Follies mit dem Critics’ Circle Theatre Award 2017 ausgezeichnet.

## Auszeichnungen
- 2010: Royal Court Theatre – London Theatre of the Year
- 2013: Ehrendoktor der Universität Warwick[6]
- 2014: Commander of the British Empire